# Смирнов, Дмитрий Фёдорович
Дмитрий Фёдорович Смирнов (14 сентября 1863 — 29 января 1928) — русский советский актёр.

## Биография
Артистическую деятельность начал как актёр оперетты в 1885 году, работая в Харьковской оперетте антрепренёра Г. М. Коврова, затем в различных антрепризах и театрах — М. Ф. Багрова (Одесса), драматической труппе Н. Н. Синельникова; в городах Харькове, Полтаве, Севастополе, Николаеве, Киеве, Одессе, Саратове.
С 1925 года — актёр Одесского драматического театра.
Творчеству Смирнова особенно близки были комедийные роли, которые он исполнял ярко, искренно, с бытовой достоверностью: купец («Журналисты» Яблоновского), Подколёсин («Женитьба»), Журден («Мещанин во дворянстве»), Пытаев («Потёмки души» Трахтенберга), Расплюев («Свадьба Кречинского»). Смирнов играл и драматические роли: Иоанн Грозный («Смерть Иоанна Грозного» А. К. Толстого), доктор Штокман, Консул Берник («Доктор Штокман», «Столпы общества» Ибсена).
Последней работой Смирнова была роль учителя Бубуса в одноимённой пьесе Алексея Файко.
В конце жизни тяжело болел, была ампутирована нога.
Скончался 29 января 1928 года. Похоронен на Всесвятском кладбище города Краснодара.